# Harald Krämer
Harald Krämer (* 13. Februar 1964 in Unterliederbach) ist ein ehemaliger deutscher Fußballspieler.

## Karriere
In der Jugend spielte Krämer beim VfB Unterliederbach sowie bei Eintracht Frankfurt. Mit der B-Jugend (1980) sowie mit der A-Jugend (1982) von Eintracht Frankfurt feierte Krämer die deutsche Meisterschaft. Er spielte unter anderem mit Thomas Berthold, Ralf Falkenmayer, Uwe Müller, Holger Friz und Hans-Jürgen Gundelach in derselben Mannschaft. Bei Eintracht Frankfurt begann er 1983 dann auch seine Profilaufbahn. Bis 1987 bestritt er 61 Bundesligaspiele für die Eintracht, in denen er 15 Tore erzielte.
Danach stürmte Krämer drei Jahre lang für den österreichischen Erstligisten SK Sturm Graz. In der Saison 1987/88 belegte er nach Zoran Stojadinović von Rapid und Walter Knaller von Admira/Wacker den dritten Platz der Torschützenliste. Von der Wiener Kronenzeitung wurde Krämer auch aufgrund seiner Kopfballstärke liebevoll „Goldköpfchen“ genannt.
Ab 1990 stand Krämer je ein Jahr beim Chemnitzer FC und bei Hansa Rostock unter Vertrag. 1992 wurde er Sportinvalide. Danach spielte Krämer noch als Amateur beim FC Ligist aus Österreich, Viktoria Kelsterbach sowie seinem ehemaligen Jugendverein VfB Unterliederbach, ehe er 2000 seine Laufbahn beendete.
Heute spielt Krämer noch regelmäßig in der Traditionsmannschaft von Eintracht Frankfurt, wo er mit früheren Weggefährten wie u. a. Körbel, Borchers, Falkenmayer, Nachtweih und Weber stets für „Torgefahr“ sorgt.